# 1978年のNBAドラフト
1978年のNBAドラフトは、全米バスケットボール協会 (NBA) の第32回ドラフトである。1978-79シーズン開始前の1978年6月9日にニューヨークのプラザホテルで開催された。このドラフトではNBAの22チームが交代ずつに、アメリカのアマチュアカレッジバスケットボール選手と海外選手を含むその他の対象とした選手を指名した。ドラフト1位指名権と2位指名権は、前シーズンの各カンファレンス最下位になったチームで、指名順はコイントスで決定された。インディアナ・ペイサーズはコイントスによって全体1位指名権を獲得し、ニュージャージー・ネッツの1巡目指名権をトレードで獲得したカンザスシティ・キングスが2位指名権を獲得した。その後、ペイサーズはドラフト前に1位指名権をポートランド・トレイルブレイザーズにトレードで放出している。残りの1巡目以降の指名は、前シーズンの成績の逆順でチームに割り振られた。

## 概要
ミネソタ大学出身のマイカル・トンプソンがポートランド・トレイルブレイザーズから全体1位で指名された。バハマ出身のトンプソンはドラフト1位で指名された初の外国人選手となった。
ノースカロライナ大学出身のフィル・フォードは、カンザスシティ・キングスから2位で指名された。その後、ルーキー・オブ・ザ・イヤーを受賞し、ルーキーシーズンにオールNBAセカンドチームにも選出された。
インディアナ州立大学の3年生だったラリー・バードは、ボストン・セルティックスに全体6位で指名された。しかし、彼は1979年にリーグに入る前に4年目のシーズンをインディアナ州立大学に戻ることを選択した。ルーキーシーズンにルーキー・オブ・ザ・イヤーのほかに、オールNBAファーストチームとオールスターゲームにも選出された。バードは13年間のキャリアをセルティックスで過ごし、3度のNBAチャンピオンに輝いた。また、3年連続でシーズンMVP、2度のファイナルMVPを受賞している。また、オールNBAチームに10回、オールスターゲームに13回連続で選出。引退後にはバスケットボール殿堂入りを果たした。1996年のNBA50周年記念で発表された、「NBA史上最も偉大な選手50人」にバードは選出され、現役引退後は地元インディアナ・ペイサーズでヘッドコーチを3シーズン務め、NBAファイナル出場にも導いた。1998年には最優秀コーチ賞も受賞している。

## 凡例
| PG | ポイントガード | SG | シューティングガード | SF | スモールフォワード | PF | パワーフォワード | C | センター |

| * | バスケットボール殿堂入り      |
| S | NBAオールスター               |
| A | オールNBAチーム               |
| R | NBAオールルーキーチーム       |
| D | NBAオールディフェンシブチーム |
| C | NBAチャンピオン               |
| F | ファイナルMVP                 |
| # | NBAでのプレー経験なし         |
| M | シーズンMVP                   |

## ドラフト指名

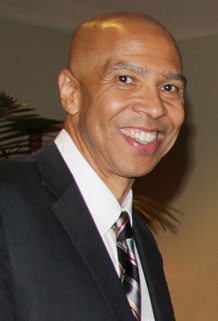
マイカル・トンプソンはブレイザーズから全体1位で指名された。

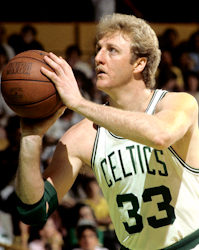
ラリー・バードはセルティックスから全体6位で指名された。

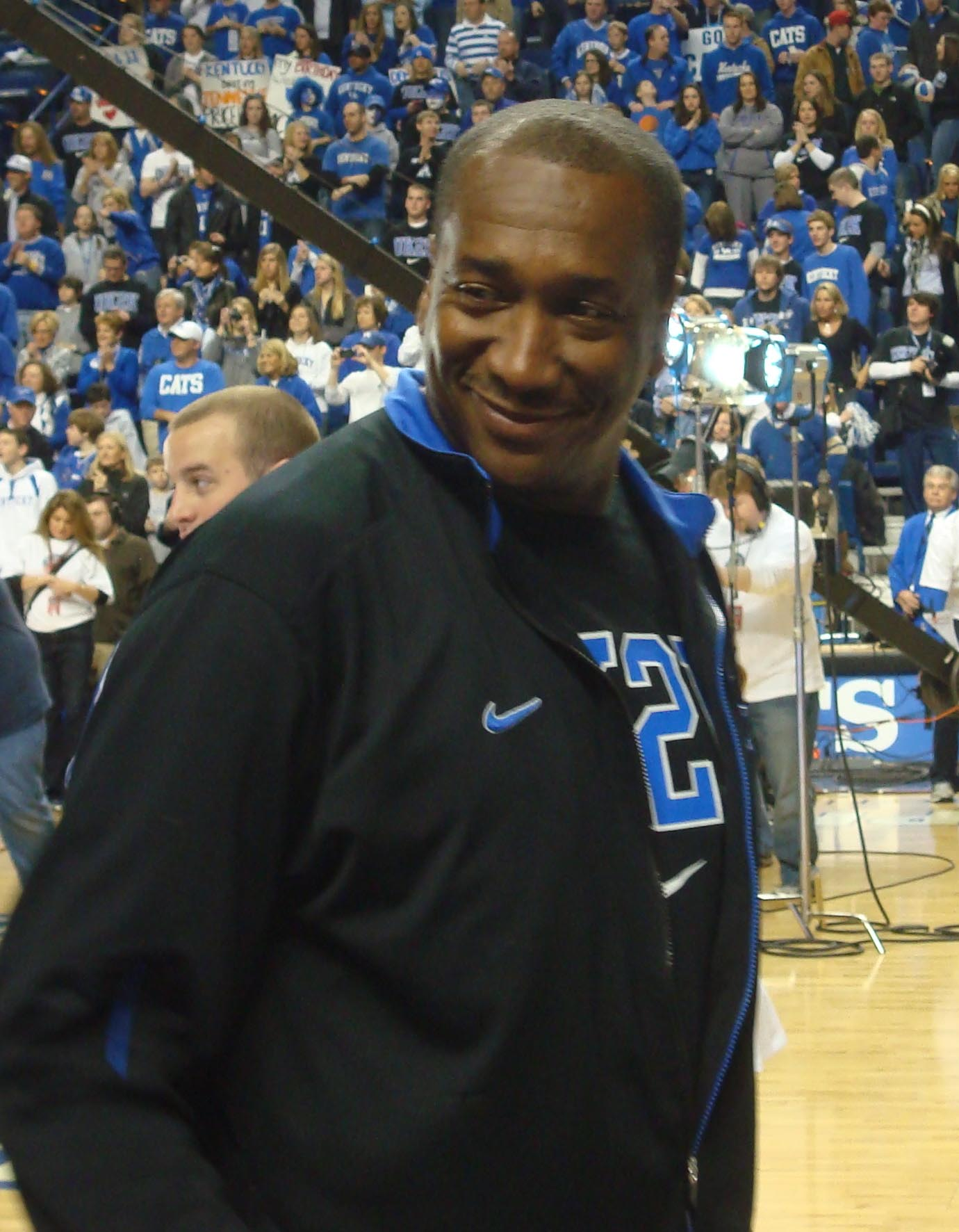
ジャック・ギブンズはホークスから全体16位で指名された。

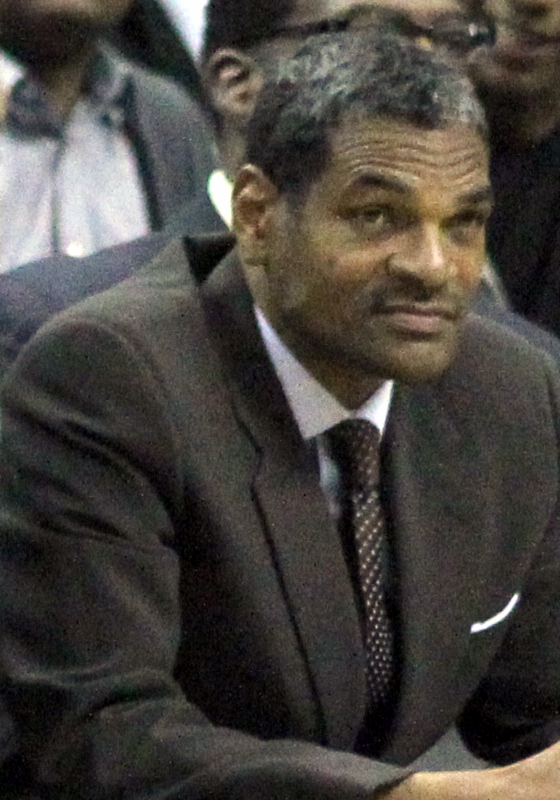
モーリス・チークスはフィラデルフィア・76ersから全体36位で指名された。

| 巡 | 指名順 | 選手名                             | Pos. | 国籍           | 指名チーム                                                                           | 出身校など                               |
| -- | ------ | ---------------------------------- | ---- | -------------- | ------------------------------------------------------------------------------------ | ---------------------------------------- |
| 1  | 1      | マイカル・トンプソン R C           | F/C  | バハマ         | ポートランド・トレイルブレイザーズ (インディアナから)[a]                             | ミネソタ大学 (Sr.)                       |
| 1  | 2      | フィル・フォード A R               | G    | アメリカ合衆国 | カンザスシティ・キングス (ニュージャージーから)[b]                                   | ノースカロライナ大学 (Sr.)               |
| 1  | 3      | リック・ロービー C                 | F/C  | アメリカ合衆国 | インディアナ・ペイサーズ (バッファローからポートランドを経由して)[a]                 | ケンタッキー大学 (Sr.)                   |
| 1  | 4      | マイケル・レイ・リチャードソン S C | G/F  | アメリカ合衆国 | ニューヨーク・ニックス (ヒューストンからバッファロー、ニュージャージーを経由して)[c] | モンタナ大学 (Sr.)                       |
| 1  | 5      | パービス・ショート                 | G/F  | アメリカ合衆国 | ゴールデンステート・ウォリアーズ (カンザスシティからロサンゼルスを経由して)[d]       | ジャクソン州立大学 (Sr.)                 |
| 1  | 6      | ラリー・バード * S A R D C F M     | F    | アメリカ合衆国 | ボストン・セルティックス                                                             | インディアナ州立大学 (Jr.)1[›]           |
| 1  | 7      | ロン・ブルーワー R                 | G    | アメリカ合衆国 | ポートランド・トレイルブレイザーズ (デトロイトからシアトルを経由して)[e]             | アーカンソー大学 (Sr.)                   |
| 1  | 8      | フリーマン・ウィリアムス           | G/F  | アメリカ合衆国 | ボストン・セルティックス (ニューオーリンズからロサンゼルスを経由して)[f]             | ポートランド州立大学 (Sr.)               |
| 1  | 9      | レジー・セウス S R                 | G    | アメリカ合衆国 | シカゴ・ブルズ                                                                       | UNLV (Jr.)                               |
| 1  | 10     | ブッチ・リー S                     | G    | プエルトリコ   | アトランタ・ホークス                                                                 | マーケット大学 (Sr.)                     |
| 1  | 11     | ジェームズ・ハーディ               | F/C  | アメリカ合衆国 | ニューオーリンズ・ジャズ (ゴールデンステートから)[g]                                 | サンフランシスコ大学 (Jr.)               |
| 1  | 12     | ジョージ・ジョンソン               | F/C  | アメリカ合衆国 | ミルウォーキー・バックス (クリーブランドから)[h]                                     | セント・ジョンズ大学 (Sr.)               |
| 1  | 13     | ウィンフォード・ボインズ           | G/F  | アメリカ合衆国 | ニュージャージー・ネッツ (ニューヨークから)[c]                                       | サンフランシスコ大学 (Jr.)               |
| 1  | 14     | ロジャー・フェグリー               | G/F  | アメリカ合衆国 | ワシントン・ブレッツ                                                                 | ブラッドリー大学 (Sr.)                   |
| 1  | 15     | マイク・ミッチェル S               | F    | アメリカ合衆国 | クリーブランド・キャバリアーズ (ミルウォーキーから)[i]                               | オーバーン大学 (Sr.)                     |
| 1  | 16     | ジャック・ギブンス                 | G/F  | アメリカ合衆国 | アトランタ・ホークス (ロサンゼルスからニューオーリンズを経由して)[f]                 | ケンタッキー大学 (Sr.)                   |
| 1  | 17     | ロッド・グリフィン #               | F    | アメリカ合衆国 | デンバー・ナゲッツ (シアトルから)[j]                                                 | ウェイクフォレスト大学 (Sr.)             |
| 1  | 18     | デイブ・コーザイン                 | C    | アメリカ合衆国 | ワシントン・ブレッツ (デンバーから)[k]                                               | デポール大学 (Sr.)                       |
| 1  | 19     | マーティ・バーンズ C               | F    | アメリカ合衆国 | フェニックス・サンズ                                                                 | シラキュース大学 (Sr.)                   |
| 1  | 20     | フランキー・サンダース             | G/F  | アメリカ合衆国 | サンアントニオ・スパーズ                                                             | サザン大学 (Jr.)                         |
| 1  | 21     | マイク・エバンズ                   | G    | アメリカ合衆国 | デンバー・ナゲッツ (フィラデルフィアから)[l]                                         | カンザス州立大学 (Sr.)                   |
| 1  | 22     | レイモンド・タウンゼント           | G    | アメリカ合衆国 | ゴールデンステート・ウォリアーズ (ポートランドから)[m]                               | UCLA (Sr.)                               |
| 2  | 23     | テリー・タイラー D                 | G/F  | アメリカ合衆国 | デトロイト・ピストンズ (ニュージャージーから)                                        | デトロイト大学 (Sr.)                     |
| 2  | 24     | キース・ヘロン                     | G/F  | アメリカ合衆国 | ポートランド・トレイルブレイザーズ (バッファローからホークスを経由して)              | ビラノバ大学 (Sr.)                       |
| 2  | 25     | リック・ウィルソン                 | G    | アメリカ合衆国 | アトランタ・ホークス (ヒューストンから)                                              | ルイビル大学 (Sr.)                       |
| 2  | 26     | ロン・カーター                     | G    | アメリカ合衆国 | ロサンゼルス・レイカーズ (カンザスシティから)[d]                                     | VMI (Sr.)                                |
| 2  | 27     | ウェイン・ラドフォード             | G    | アメリカ合衆国 | インディアナ・ペイサーズ                                                             | インディアナ大学 (Sr.)                   |
| 2  | 28     | バスター・マスニー #               | F    | アメリカ合衆国 | ヒューストン・ロケッツ (ボストンから)                                                | ユタ大学 (Sr.)                           |
| 2  | 29     | ジョン・ロング C                   | G/F  | アメリカ合衆国 | デトロイト・ピストンズ                                                               | デトロイト大学 (Sr.)                     |
| 2  | 30     | ジェフ・ジャドキンス               | G/F  | アメリカ合衆国 | ボストン・セルティックス (ニューオーリンズから)                                      | ユタ大学 (Sr.)                           |
| 2  | 31     | マーヴィン・ジョンソン #           | F    | アメリカ合衆国 | シカゴ・ブルズ                                                                       | ニューメキシコ大学 (Sr.)                 |
| 2  | 32     | ジョン・ラッド                     | F    | アメリカ合衆国 | ニューヨーク・ニックス (アトランタから)                                              | マクニーズ州立大学 (Sr.)                 |
| 2  | 33     | ハリー・デイヴィス                 | F    | アメリカ合衆国 | クリーブランド・キャバリアーズ                                                       | フロリダ州立大学 (Sr.)                   |
| 2  | 34     | グレッグ・バンチ                   | F    | アメリカ合衆国 | ニューヨーク・ニックス                                                               | カリフォルニア州立大学フラートン校 (Sr.) |
| 2  | 35     | トミー・グリーン                   | G    | アメリカ合衆国 | ニューオーリンズ・ジャズ (ゴールデンステートから)                                    | サザン大学 (Sr.)                         |
| 2  | 36     | モーリス・チークス * S D C         | G    | アメリカ合衆国 | フィラデルフィア・76ers (ミルウォーキーから)                                         | ウェスト・テキサスA&M大学 (Sr.)          |
| 2  | 37     | テリー・サイクス #                 | F    | アメリカ合衆国 | ワシントン・ブレッツ                                                                 | グラムリング州立大学 (Sr.)               |
| 2  | 38     | ルー・マッセイ #                   | G    | アメリカ合衆国 | ロサンゼルス・レイカーズ                                                             | UNCシャーロット (Sr.)                    |
| 2  | 39     | ジェームズ・リー #                 | F    | アメリカ合衆国 | シアトル・スーパーソニックス                                                         | ケンタッキー大学 (Sr.)                   |
| 2  | 40     | ウェイン・クーパー                 | F/C  | アメリカ合衆国 | ゴールデンステート・ウォリアーズ (デンバーから)                                      | ニューオーリンズ大学 (Sr.)               |
| 2  | 41     | ジェローム・ホワイトヘッド         | F/C  | アメリカ合衆国 | バッファロー・ブレーブス (フェニックスから)                                          | マーケット大学 (Sr.)                     |
| 2  | 42     | ケヴェン・マクドナルド #           | F    | アメリカ合衆国 | シアトル・スーパーソニックス (サンアントニオから)                                    | ペンシルベニア大学 (Sr.)                 |
| 2  | 43     | グレン・ヘイガン                   | G    | アメリカ合衆国 | フィラデルフィア・76ers                                                              | セント・ボナベンチャー大学 (Sr.)         |
| 2  | 44     | クレモン・ジョンソン               | F/C  | アメリカ合衆国 | ポートランド・トレイルブレイザーズ                                                   | フロリダA&M大学 (Sr.)                    |

## 3巡目指名以降の主な選手
以下の選手は、NBAの試合に少なくとも1回出場したドラフト指名選手である。

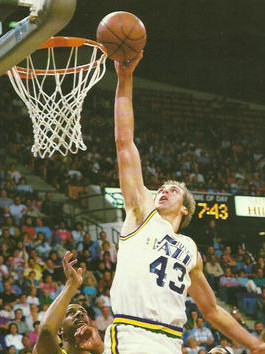
マーク・イアバローニはニューヨーク・ニックスから全体55位で指名された。

| 巡 | 指名順 | 選手名                       | Pos. | 国籍     | 指名チーム                                                    | 出身校など                       |
| -- | ------ | ---------------------------- | ---- | -------- | ------------------------------------------------------------- | -------------------------------- |
| 3  | 46     | ホリス・コープランド         | F    | アメリカ | デンバー・ナゲッツ (バッファローからの指名権)                 | ラトガーズ (Sr.)                 |
| 3  | 47     | ビリー・レイ・ベイツ         | G    | アメリカ | ヒューストン・ロケッツ                                        | ケンタッキー州立 (Sr.)           |
| 3  | 49     | ジェフ・クック               | F/C  | アメリカ | カンザスシティ・キングス                                      | アイダホ州立 (Sr.)               |
| 3  | 55     | マーク・イアバローニ         | F    | アメリカ | ニューヨーク・ニックス                                        | バージニア大学 (Sr.)             |
| 3  | 57     | ケニー・ヒッグス             | G    | アメリカ | クリーブランド・キャバリアーズ                                | LSU(Sr.)                         |
| 3  | 59     | パット・カミングス           | F/C  | アメリカ | ミルウォーキー・バックス                                      | シンシナティ (Sr.)               |
| 3  | 60     | マイケル・クーパー           | G/F  | アメリカ | ロサンゼルス・レイカーズ                                      | ニューメキシコ (Sr.)             |
| 3  | 62     | デイブ・バットン             | C    | アメリカ | ニュージャージー・ネッツ (デンバーからの指名権)               | ノートルダム (Sr.)               |
| 3  | 63     | ジョエル・クレイマー         | F/C  | アメリカ | フェニックス・サンズ                                          | サンディエゴ (Sr.)               |
| 3  | 64     | ジェラルド・ヘンダーソン     | G    | アメリカ | サンアントニオ・スパーズ                                      | バージニアコモンウェルス (Sr.)   |
| 4  | 67     | ジャッキー・ロビンソン       | F    | アメリカ | ヒューストン・ロケッツ (ニュージャージー・ネッツからの指名権) | UNLV (Sr.)                       |
| 4  | 70     | ジョフ・クロンプトン         | C    | アメリカ | カンザスシティ・キングス                                      | ノースカロライナ (Sr.)           |
| 4  | 80     | オーティス・ハワード         | F    | アメリカ | ミルウォーキー・バックス                                      | オースティン・ピー州立 (Sr.)     |
| 4  | 81     | ローレンス・ボストン         | F    | アメリカ | ワシントン・ブレッツ                                          | メリーランド (Sr.)               |
| 4  | 84     | ウォルター・ジョーダン       | F    | アメリカ | ニュージャージー・ネッツ (デンバーからの指名権)               | パデュー (Sr.)                   |
| 4  | 85     | ボブ・ミラー                 | F    | アメリカ | フェニックス・サンズ                                          | シンシナティ (Sr.)               |
| 4  | 87     | ブレット・ブローマン         | C    | アメリカ | フィラデルフィア・セブンティシクサーズ                        | UNLV (Sr.)                       |
| 5  | 96     | ダック・ウィリアムズ         | G    | アメリカ | ニューオーリンズ・ジャズ                                      | ノートルダム (Sr.)               |
| 5  | 101    | ババ・ウィルソン             | G    | アメリカ | ゴールデンステート・ウォリアーズ                              | 西カロライナ (Sr.)               |
| 5  | 104    | カルロス・テリー             | G/F  | アメリカ | ロサンゼルス・レイカーズ                                      | ウィンストン・セイラム州立 (Sr.) |
| 5  | 105    | ラルフ・ドロリンジャー       | C    | アメリカ | シアトル・スーパーソニックス                                  | UCLA (Sr.)                       |
| 5  | 107    | アンドレ・ウェイクフィールド | G    | アメリカ | フェニックス・サンズ                                          | ロヨラ (Sr.)                     |
| 5  | 110    | クレイ・ジョンソン           | G    | アメリカ | ポートランド・トレイルブレイザーズ                            | ミズーリ (Sr.)                   |
| 6  | 118    | ジョン・ダグラス             | G    | アメリカ | ニューオーリンズ・ジャズ                                      | カンザス (Sr.)                   |
| 7  | 133    | スタン・ピエトキエヴィチ     | G/F  | アメリカ | バッファロー・ブレーブス                                      | オーバーン (Sr.)                 |
| 7  | 146    | キム・アンダーソン           | F    | アメリカ | ミルウォーキー・バックス                                      | ミズーリ (Sr.)                   |
| 7  | 149    | スティーブ・マロビッチ       | C    | アメリカ | フェニックス・サンズ                                          | サンディエゴ州立 (Jr.)           |
| 8  | 157    | アール・エバンズ             | F    | アメリカ | デトロイト・ピストンズ                                        | UNLV (Jr.)                       |
| 8  | 158    | カール・キルパトリック       | C    | アメリカ | ニューオーリンズ・ジャズ                                      | ノースイーストルイジアナ (Sr.)   |
| 8  | 159    | チュビー・コックス           | G    | アメリカ | シカゴ・ブルズ                                                | サンフランシスコ (Sr.)           |
| 10 | 190    | リッキー・ウィリアムズ       | G    | アメリカ | ニューオーリンズ・ジャズ                                      | ロングビーチ州立 (Sr.)           |

## 交渉権移動
- a 1 2  1978年6月8日、ポートランド・トレイルブレイザーズはドラフト全体3位指名権およびジョニー・デービスとのトレードでインディアナ・ペイサーズから全体1位指名権を獲得した[13]。なおブレイザーズの全体3位指名権はモーゼス・マローンとのトレードでバッファロー・ブレーブスから獲得したものである[14]。ブレイザーズはマイカル・トンプソン、ペイサーズはリック・ロービーを指名した。
- b  1976年9月10日、カンザスシティ・キングスはネイト・アーチボルドと引き換えにニュージャージー・ネッツからジム・エイキンズ、ブライアン・テイラー、1977年の1巡指名権、1978年の1巡指名権を獲得[15]、この年全体2位でフィル・フォードを獲得した。
- c 1 2  1978年6月8日、ニューヨーク・ニックスはフィル・ジャクソン、全体13位指名権、320万ドルと引き換えにニュージャージー・ネッツから全体4位指名権を獲得した[16][17]。ニックスはマイケル・レイ・リチャードソン、ネッツはウィンフォード・ボインズを指名した。
- d 1 2  1977年9月14日、ゴールデンステート・ウォリアーズはジャマール・ウィルクスが同年7月11日にロサンゼルス・レイカーズと契約した代わりにドラフト1巡指名権および金銭を得た[18][19]。ウォリアーズはこの指名権でパーヴィス・ショートを指名した。
- e  1977年11月11日、ポートランド・トレイルブレイザーズはウォリー・ウォーカーとのトレードでシアトル・スーパーソニックスから1978年の1位指名権、1979年の2位指名権を獲得した[20]。ブレイザーズはこの指名権でロン・ブルーワーを指名した。
- f 1 2  1977年12月27日、ボストン・セルティックスはチャーリー・スコットと引き換えにドン・チェイニー、カーミット・ワシントン、ドラフト1巡指名権をロサンゼルス・レイカーズから獲得した[21]。1977年10月13日、アトランタ・ホークスはジョー・メリウェザーと引き換えにニューオーリンズ・ジャズから1巡指名権を獲得した[22]。レイカーズは1976年8月5日、1977年、1978年、1979年のドラフト1巡指名権を1978年のドラフト1巡指名権、1977年のドラフト2巡指名権と引き換えにジャズから獲得していた。このトレードはジャズが1976年7月19日にゲイル・グッドリッチと契約したことによる[23]。セルティックスはこの指名権でフリーマン・ウィリアムズ、ホークスはジャック・ギビンズを指名した。
- g  1977年10月3日、ニューオーリンズ・ジャズはゴールデンステート・ウォリアーズがフリーエージェントのE・C・コールマンと契約したため、ドラフト1巡指名権を獲得した[24]。ジャズはこの指名権でジェームズ・ハーディを獲得した。
- h  1977年1月13日、ミルウォーキー・バックスはエルモア・スミス、ゲイリー・ブロコーと引き換えにクリーブランド・キャバリアーズからローランド・ギャレット、1977年の1巡指名権、1978年の1巡指名権を獲得した[25]。バックスはこの指名権でジョージ・ジョンソンを指名した。
- i  1978年6月1日、クリーブランド・キャバリアーズは1979年のドラフト1巡指名権と引き換えにミルウォーキー・バックスから全体15位指名権を獲得した[26]。キャバリアーズはこの指名権でマイク・ミッチェルを指名した。
- j  ドラフト当日、デンバー・ナゲッツはトム・ラガルデと引き換えにシアトル・スーパーソニックスから全体17位指名権を獲得した[27]。ナゲッツはこの指名権でロッド・グリフィンを指名した。
- k  1977年10月11日、ワシントン・ブレッツはボー・エリスと引き換えにデンバー・ナゲッツからドラフト1巡指名権を獲得した[28]。ブレッツはこの指名権でデイブ・コージンDave Corzine.
- l  ドラフト当日、デンバー・ナゲッツは1984年の1巡指名権と引き換えにフィラデルフィア・セブンティシクサーズから全体21位指名権を獲得した[29][30]。ナゲッツはこの指名権でマイク・エバンズを獲得した。
- m  1978年6月7日、ゴールデンステート・ウォリアーズは1981年のドラフト1巡指名権と引き換えにポートランド・トレイルブレイザーズから全体22位指名権を獲得した[31]。ウォリアーズはこの指名権でレイモンド・タウンゼントを指名した。